# Erebia parvisi
Erebia parvisi är en fjärilsart som beskrevs av Ruggero Verity 1913. Erebia parvisi ingår i släktet Erebia och familjen praktfjärilar. Inga underarter finns listade i Catalogue of Life.